# Balástya
Balástya ist eine ungarische Gemeinde im Kreis Kistelek im Komitat Csongrád-Csanád. Sie liegt gut 20 Kilometer nördlich von Szeged.

## Gemeindepartnerschaften
- Balatonakali, Ungarn
- Torda, Serbien

## Sehenswürdigkeiten
- Römisch-katholische Kirche Páduai Szent Antal, erbaut 1903
- See (Őszeszéki-tó), zwei Kilometer südwestlich des Ortes

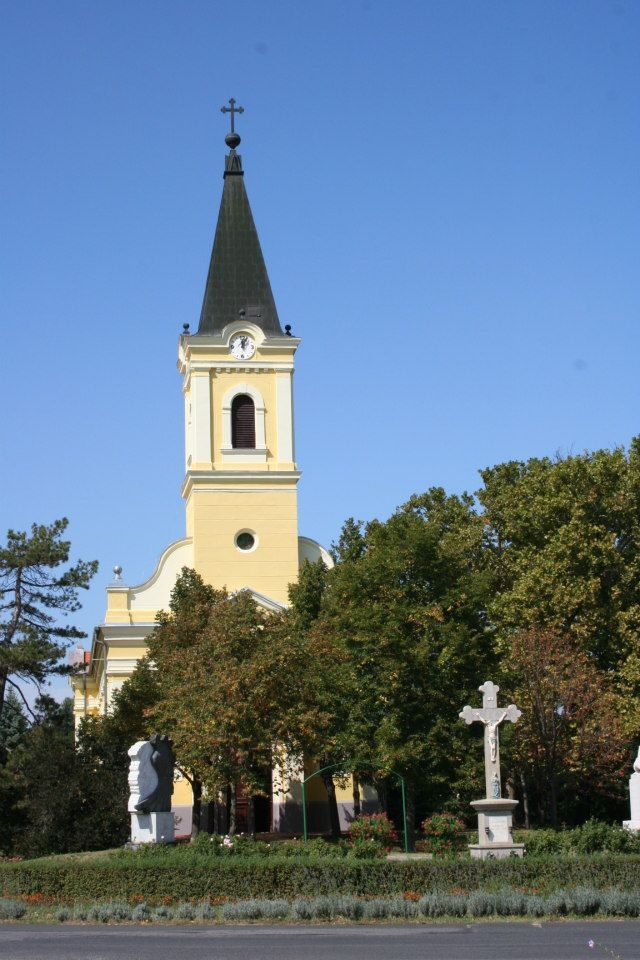
Röm.-kath. Kirche Páduai Szent Antal
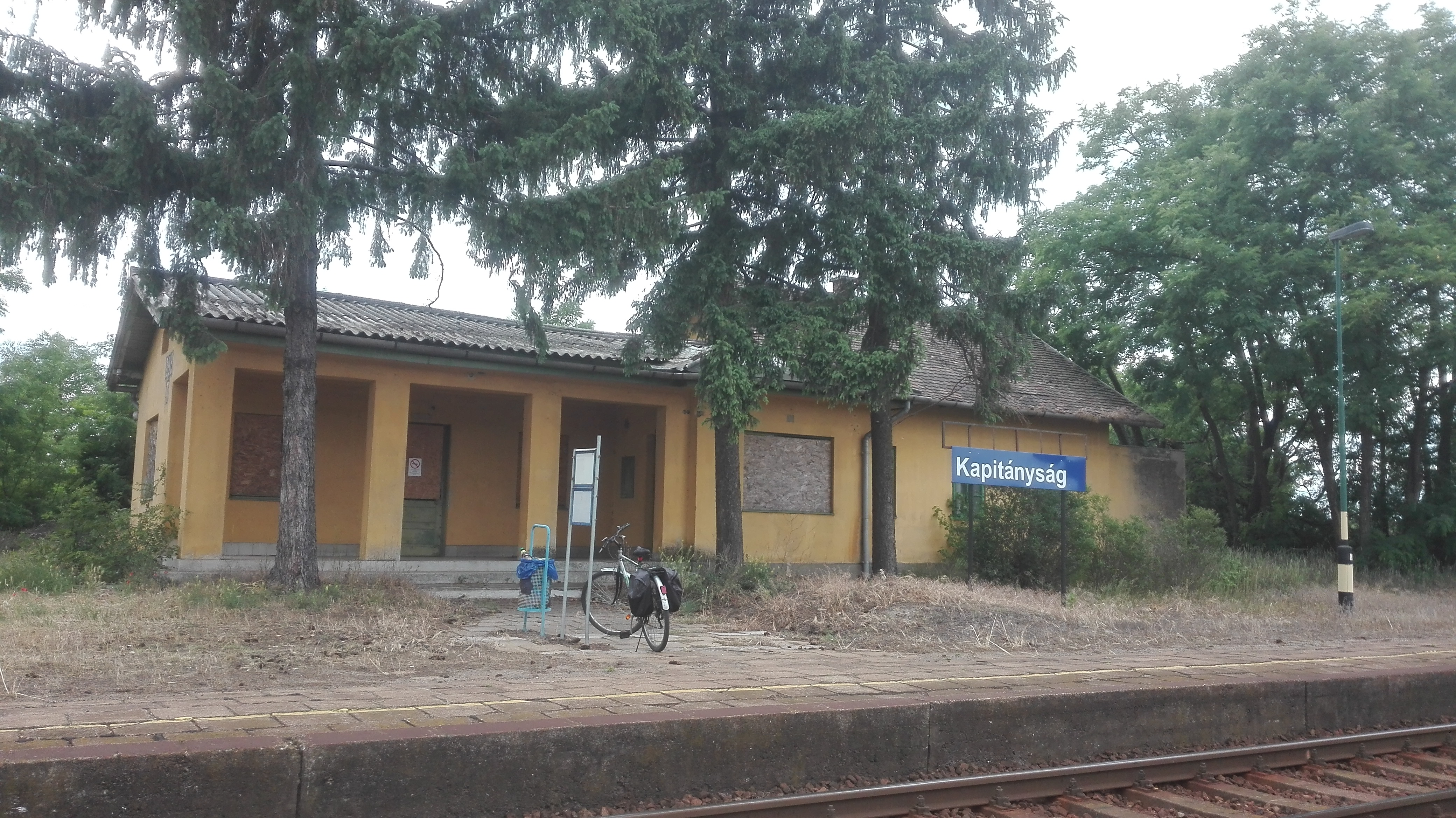
Bahnhof Kapitányság
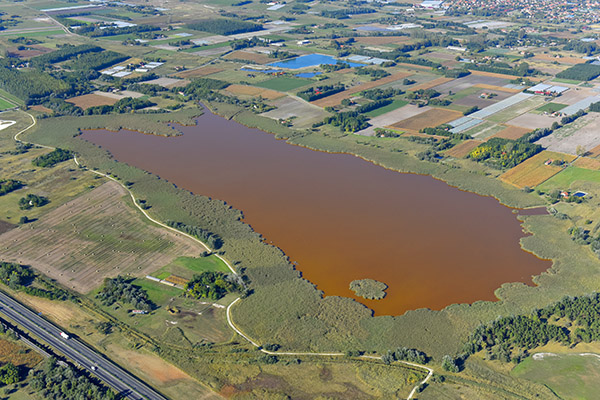
Őszeszéki-tó

## Verkehr
In Balástya treffen die Landstraßen Nr. 5421, Nr. 5422 und Nr. 4524 aufeinander; die Hauptstraße Nr. 5 verläuft am östlichen Ortsrand. Die Gemeinde ist zudem mit den Bahnhöfen Balástya und Kapitányság angebunden an die Eisenbahnstrecke von Kiskunfélegyháza nach Szeged.